# Rozjazd Oborski
Rozjazd Oborski – zlikwidowana wąskotorowa stacja kolejowa w Konstancinie-Jeziornie, w województwie mazowieckim, w Polsce.